# D'Masiv
D'Masiv là một nhóm nhạc có trụ sở tại Jakarta, Indonesia. Nhóm có năm thành viên là Rian Ekky Pradipta, Dwiki Aditya Marsall, Nurul Damar Ramadan, Rayyi Kurniawan Iskandar Dinata và Wahyu Piadji.

## Tiểu sử
D'Masiv được thành lập vào ngày 3 tháng 3 năm 2003. Tên của D'Masiv bắt nguồn từ tiếng Anh, "lớn" như là một hy vọng để có thể đạt được những kết quả tốt nhất có thể trong âm nhạc quốc gia. Tên của họ bắt đầu nổi lên sau khi chiến thắng trong cuộc thi âm nhạc A Mild Live Wanted năm 2007. D'Masiv đã phát hành album đầu tay mang tên Perubahan vào năm 2008 với ca khúc "Cinta Ini Membunuhku" làm bài hát chủ đạo. Bài hát rất nổi tiếng và nhiều tên tuổi khác trong nền âm nhạc quốc gia. Vào cuối năm 2008, d'Masiv làm cho container cho các hiệp hội người hâm mộ với tên Masiver.
Vào tháng 11 năm 2009, d'Masiv đã phát hành EP mới có chứa hai bài hát có tiêu đề "Minta Ampun Aku" và "Jangan Menyerah". Theo Rian, ca sĩ của d'Masiv, làm mini-album phát hành này rất ngắn gọn và để chào đón tháng Ramadan mà rơi vào giữa tháng 8 năm 2009.

## Các MV
- Jangan Menyerah (2009)
- Mohon Ampun Aku (2009)

Rindu 1/2 Mati (2010)

Sudahi Perih Ini (2010)

Apa Salah (2010)

Semakin (2010)

Jangan Pergi (2011)

Beryli Kami Yang Terbaik (2011)

Damai (2011)

Tự nhiên (2012)

Pergilah Kasih (2012)

Aku Kehilanganmu (2012)

Nyaman (năm 2013)

Salah Paham (2013)

Esok Kan Bahagia (Thành viên Momo, Giring, Ariel) (2014)

Cahaya Hati (2014)

Batu (2014)

PD (2015)

Kau Yang Ku Sayang (2015)
- Di Bawah Langit Yang Sama (2016)

Tala'al Badru (với Raef) (2016)